# Vittorio Camarrone
Vittorio Camarrone (1923) è un botanico italiano.
Professore Ordinario di botanica della Università di Palermo, è stato direttore dell'Orto botanico di Palermo dal 1971 al 1976.

## Alcune opere
- F. Rappa, V. Camarrone. La classificazione naturale delle Mesembrianthemaceae. Lavori Istit. Bot. Giard. Col. Palermo 18: 11-32, 1962.

- V. Camarrone. La nuova sistematica di Mesembrianthemum. Lavori Istit. Bot. Giard. Col. Palermo 14, 1953

- V. Camarrone, F. Agnone.  Su alcune cultivar americane di sorgo zuccherino sperimentate nell'Orto Botanico di Palermo. L'Industria Saccarifera Italiana, 73, 3, 61-70, 1980.